# A bizzeffe
A bizzeffe è un'espressione della lingua italiana, abbastanza frequente nel lessico colloquiale e letterario, che significa "in quantità". 

## Origine
L'espressione è uno dei molti esempi di contatto tra la lingua italiana e marocchina-araba: bizzeffe infatti deriva dall'arabo bizzef, "molto".
L'origine araba fu per molto tempo non riconosciuta da studiosi e osservatori dei fatti linguistici. Un esempio classico di questo approccio è la fantasiosa pseudoetimologia suggerita nel 1688 da Paolo Minucci nelle sue Note al Malmantile riacquistato di Lorenzo Lippi, che pure sono un prezioso tesoro di informazioni sugli usi linguistici dal Medioevo al Seicento. Ora, secondo Minucci, bizzeffe sarebbe derivato dall'espressione latina bis effe, "due volte effe":
Quando il sommo magistrato romano intendeva concedere a un supplicante la grazia senza limitazioni, faceva il rescritto sotto al memoriale, che diceva fiat, fiat (sia sia) anziché semplicemente fiat, che scrivevasi quando la grazia era meno piena, dipoi per brevità costumarono di dimostrare questa pienezza di grazia con due sole "ff", onde quello che conseguiva tal grazia diceva: Ho avuto la grazia a bis effe.

## Grammatica
Dal punto di vista sintattico, a bizzeffe è considerata una locuzione avverbiale.
L'espressione compare anche nei vari repertori di polirematiche della lingua italiana; si tratta cioè di un'espressione composta da due parole con un solo significato.
Da notare che la parola bizzeffe è un vero e proprio hapax della lingua italiana: nei vocabolari infatti questa parola compare soltanto come parte dell'espressione a bizzeffe, anche se l'uso colloquiale è meno rigoroso.

## Esempi
«Si sparse la voce della predizione; e tutti correvano a guardare il noce. Infatti, a primavera, fiori a bizzeffe, e, a suo tempo, noci a bizzeffe.»
Alessandro Manzoni, I promessi sposi, capitolo III.